# Staatsstraße 282
Die Staatsstraße 282 (S 282) ist eine Staatsstraße in Sachsen, die in west-östlicher Richtung Reichenbach im Vogtland mit Kirchberg in Sachsen verbindet und dann weiter nach Schneeberg im Erzgebirge führt. Sie dient als Autobahnzubringer der Gemeinden Heinsdorfergrund und Hirschfeld sowie der Städte Kirchberg und Schneeberg zur Anschlussstelle Zwickau-West der Bundesautobahn 72.

## Verlauf
Die S 282 beginnt  an der Bundesstraße 94 im Süden von Reichenbach und führt dann talaufwärts durch die Ortsteile Unterheinsdorf, Oberheinsdorf und Hauptmannsgrün der Gemeinde Heinsdorfergrund weiter bis zum außerorts gelegenen Bahnhof Voigtsgrün. In diesem Bereich ist die Straße eher schmal und noch nicht für den Fernverkehr ausgebaut.
Ab dem Zusammentreffen mit der Staatsstraße 282a und der Staatsstraße 293 ist sie ähnlich einer Bundesstraße ausgebaut. Hier wird auch am Gasthof Voigtsgrün die A 72 unterquert und kurz darauf die Anschlussstelle Zwickau-West erreicht. Nachfolgend gibt es keine längere Ortsdurchfahrten mehr und die Ortschaften Hirschfeld, Wolfersgrün und Kirchberg werden umfahren, Hartmannsdorf bei Kirchberg wird an seiner Anschlussstelle durchquert und der Straßenverlauf erklimmt nun mit einem steilen Anstieg den Rücken des Kleinen Hirschensteins (561 m) im Hartmannsdorfer Forst. In geringer Entfernung Richtung Osten, an der Einmündung in die Bundesstraße 93 im äußersten Nordwesten von Griesbach endet ihr längster Abschnitt.
Über die Bundesstraße in Richtung Norden durch Weißbach und Wiesenburg ist der Beginn des nächsten Abschnitts in Wiesen erreichbar. Dieser führt zunächst an den Bahnhof Wiesenburg der Bahnstrecke Schwarzenberg–Zwickau, bevor die Zwickauer Mulde gequert und anschließend Schönau am Wildenfelser Bach besucht wird, den die S 282 weiter bis nach Wildenfels begleitet. Wenig nördlich des Schlossteichs mündet sie dort in die Zwickauer Straße, bzw. S 283, womit ihr zweiter Abschnitt endet.